# Boguchwały
Boguchwały (niem. Reichau) – wieś w Polsce, położona w województwie warmińsko-mazurskim, w powiecie ostródzkim, w gminie Miłakowo.
Do 1954 roku siedziba gminy Boguchwały. W latach 1954–1972 wieś należała i była siedzibą władz gromady Boguchwały. W latach 1975–1998 miejscowość administracyjnie należała do województwa olsztyńskiego. Miejscowość leży w historycznym regionie Prus Górnych.
Na zachód od Boguchwał znajduje się Czarne Jezioro, a w pobliżu osuszone Brzeźno (niem. Bergling See), dawniej jezioro, w połowie XX w. łąki, między wsią Boguchwały a majątkiem Brzeźno.

## Integralne części wsi
| SIMC    | Nazwa   | Rodzaj     |
| ------- | ------- | ---------- |
| 0481689 | Sąglewo | przysiółek |

## Historia
Wieś lokowana w 1320 jako wieś czynszowa na 50 włókach na prawie chełmińskim, na żyznych glebach na wschód od jeziora Narie. Po wojnie trzynastoletniej powstał tu dwór szlachecki, wtedy też wieś zamieniono na pańszczyźnianą. Szkołę parafialną wzniesiono niedługo po wybudowaniu kościoła (1620 r.). Nowa szkoła została wybudowana w latach 1930-31, jako trzyklasowa, uczyło w niej trzech nauczycieli. W 1782 r. we wsi było 53 "dymy", natomiast w 1858 odnotowano 66 gospodarstw domowych z 583 osobami.
Dwór wraz z folwarkami (Pojezierce, Rogowo, Staglewo, Ratławki) w 1900 r. był w posiadaniu powiernictwa rodowego hr. Adolfa Dohny z Gładyszów i obejmował łącznie 2022 ha, w tym 610 ha lasów i 117 ha wód.
W 1939 r. wieś liczyła 226 gospodarstwa domowe z 881 mieszkańcami. 534 osoby utrzymywały się z rolnictwa lub leśnictwa, 147 z pracy w przemyśle lub rzemiośle, 25 z pracy w handlu lub komunikacji. W tym czasie były tu 64 gospodarstwa rolne o powierzchni w granicach 0,5-5 ha, 18 o powierzchni 5-10 ha, 35 o powierzchni 10-20 ha, 12 o areale 20-100 ha i dwa o powierzchni przekraczającej 100 ha.
W roku 1973 wieś należała do powiatu morąskiego, gmina Miłakowo, poczta Boguchwały.

## Zabytki
- Neobarokowy kościół z 1620, rozbudowany w 1856, kiedy otrzymał obecny wygląd, następnie w 1877 i kolejny raz na początku XX w. Trzy wieże kościelne z półowalnymi frontonami, narożne o wysokości muru magistralnego, środkowa dwukondygnacyjna z hełmem cebulowym i strzelistą latarnią. Ołtarz główny z roku 1856, zestawiony z elementów starszych ołtarzy, pochodzących z XVII w. Od południa do nawy przylega wysoka kaplica nakryta dachem mansardowym i attyką[7].
- W czasie II wojny światowej we wsi znajdował się podobóz stalagu I-A Stabławki. Przetrzymywani byli tu jeńcy francuscy i radzieccy.
- Późnoklasycystyczny dwór z XX w. wybudowany na piwnicach starego przez Schumanna, który odkupił majątek od hrabiego zu Dohna. W 2012 został zburzony przez obecnego właściciela. Dwór ten został zburzony przez obecnego właściciela, zostały tylko zarysy budynku.